# 孔敏行
孔敏行（?—?），字至之。唐朝官员。
孔述睿之子。孔子四十代孫，“少而修洁，为人所称”，元和五年（810年）進士第一名，鄂岳黄观察使吕元膺聘为幕佐。呂元膺爲東都留守時，隨召移往河中。曾揭發监军杨叔元濫殺节度使李绛，後來楊叔元被流放康州。官至谏议大夫。卒年四十九，赠工部侍郎。